# Kaon

Struktura kaonu plus. Składa się on z kwarka u i antykwarka s

Kaon (mezon K) – najlżejsza cząstka o niezerowej dziwności, mezon K jest bozonem o spinie 0. Antycząstką kaonu jest antykaon.
Występują cztery rodzaje kaonów, izodublet zawierający kwark dziwny {\displaystyle s{:}}
{\displaystyle K^{-}={\bar {u}}s,}
{\displaystyle {\bar {K}}^{0}={\bar {d}}s}
oraz izodublet zawierający kwark antydziwny {\displaystyle {\bar {s}}}
{\displaystyle K^{+}=u{\bar {s}},}
{\displaystyle K^{0}=d{\bar {s}}.}

## Historia
Kaony zostały odkryte w roku 1947 przez Georga D. Rochestera i Clifforda Charlesa Butlera z Uniwersytetu w Manchesterze w promieniowaniu kosmicznym.

## Kaony neutralne

### MieszanieK0{\displaystyle K^{0}}iK¯0{\displaystyle {\bar {K}}^{0}}
Z punktu widzenia oddziaływań silnych, zachowujących dziwność {\displaystyle K^{0}} oraz {\displaystyle {\bar {K}}^{0}} są innymi cząstkami.
Mezon K0 występuje w dwóch odmianach: długożyjącej, oznaczanej jako K0L (5,116±0,021)·10−8 s i krótkożyjącej K0S (8,954±0,004)·10−11 s, które można zapisać jako superpozycje cząstek {\displaystyle K^{0}} oraz {\displaystyle {\bar {K}}^{0}{:}}
{\displaystyle \mathrm {K_{S}^{0}} } = {\displaystyle \mathrm {\frac {d{\bar {s}}+s{\bar {d}}}{\sqrt {2}}} }
{\displaystyle \mathrm {K_{L}^{0}} } = {\displaystyle \mathrm {\frac {d{\bar {s}}-s{\bar {d}}}{\sqrt {2}}} ,}
lub
{\displaystyle |K_{S}^{0}\rangle =p|K^{0}\rangle +q|{\bar {K}}^{0}\rangle ,}
{\displaystyle |K_{L}^{0}\rangle =p|K^{0}\rangle -q|{\bar {K}}^{0}\rangle .}

### Rozpady
K0S rozpada się prawie wyłącznie na pary pionów:
- {\displaystyle K_{S}^{0}\to \pi ^{+}\pi ^{-}} – 69,2%
- {\displaystyle K_{S}^{0}\to 2\pi ^{0}} – 30,7%

Główne kanały rozpadu K0L:
- {\displaystyle K_{L}^{0}\to \pi ^{\pm }e^{\mp }\nu _{e}} – 40,5%
- {\displaystyle K_{L}^{0}\to \pi ^{\pm }\mu ^{\mp }\nu _{\mu }} – 27,1%
- {\displaystyle K_{L}^{0}\to 3\pi ^{0}} – 19,5%
- {\displaystyle K_{L}^{0}\to \pi ^{+}\pi ^{-}\pi ^{0}} – 12,5%

### Regeneracja kaonów K0S
Po rozpadzie K0S, wiązka K0 zawiera wyłącznie K0L. Jeśli taka wiązka zostanie przepuszczona przez cienką warstwę materiału, za tą warstwą w składzie wiązki znów pojawią się K0S. Jest to skutek różnych rodzajów oddziaływań K0 i K0 z materią. Proces nazywany jest regeneracją kaonów.

### Złamanie symetrii CP
Rozpady tych dwóch cząstek łamią symetrię CP (zamiana cząstka-antycząstka + inwersja przestrzenna).

## Kaony naładowane
{\displaystyle K^{+}=u{\bar {s}}}
{\displaystyle K^{-}={\bar {u}}s}
m = 493,677 ± 0,016 MeV/c²
τ = (1,2380 ± 0,0021) 10−8 s

### Rozpady
Główne kanały rozpadu K+:
- {\displaystyle K^{+}\to \mu ^{+}\nu _{\mu }} – 63,5%
- {\displaystyle K^{+}\to \pi ^{+}\pi ^{0}} – 13,5%

Rozpady K− są analogiczne.

### Zagadka τ-θ
Początkowo były znane dwa dziwne dodatnio naładowane mezony, różniące się sposobem rozpadu:
1. {\displaystyle \theta ^{+}\to \pi ^{+}+\pi ^{0}}
2. {\displaystyle \tau ^{+}\to \pi ^{+}+\pi ^{+}+\pi ^{-}}

Stany końcowe tych reakcji miały różną parzystość. Ponieważ wcześniej przyjmowano, że parzystość jest zawsze zachowana, mezony τ i θ musiałyby być różnymi cząstkami. Precyzyjne pomiary masy i czasu życia nie pokazały jednak żadnej różnicy między nimi, wydawały się identyczne. Rozwiązaniem tej zagadki okazało się złamanie parzystości w oddziaływaniach słabych. Oba mezony oddziałują słabo, więc ta reakcja nie musi wbrew początkowym oczekiwaniom zachowywać parzystości. Oba rozpady mogą więc rozpoczynać się od tej samej cząstki, którą w rezultacie nazwano K+.